# کرفله (هرسین)
کرفله (هرسین)، روستایی از توابع بخش مرکزی شهرستان هرسین در استان کرمانشاه ایران است.

## جمعیت
این روستا در دهستان چشمه‌کبود قرار دارد و براساس سرشماری مرکز آمار ایران در سال ۱۳۸۵، جمعیت آن ۸۱ نفر (۱۵خانوار) بوده‌است.کرفله را کیرفله هم میگویند